# Dáma na kolejích
Dáma na kolejích je československá filmová muzikálová komedie, kterou natočil režisér Ladislav Rychman v roce 1966 podle scénáře Vratislava Blažka. Autory písní jsou Jiří Bažant, Vlastimil Hála a Jiří Malásek.
Příběh se na rozdíl od předchozího filmu stejných autorů z roku 1964, Starců na chmelu, který byl určen především pro mladší publikum, obracel spíše ke střední generaci.

## Obsazení
| Jiřina Bohdalová    | řidička tramvaje Marie Kučerová              |
| Radoslav Brzobohatý | nákupčí Chirany Václav Kučera, Mariin manžel |
| František Peterka   | boxer Bedřich Wimmr                          |
| Libuše Geprtová     | Kateřina Wimmrová, Bedřichova žena           |
| Stanislav Fišer     | průvodčí Marek                               |

## Děj
Hlavní hrdinkou je řidička tramvaje Marie Kučerová, která představuje typickou českou pracující ženu 60. let. Jednoho dne zahlédne na Malostranském náměstí ze své tramvaje, jak její muž Václav líbá atraktivní blondýnku. S pláčem opustí tramvaj, ale pak začne jednat: ze spořitelních knížek vybere všechny úspory a od základu mění svůj vzhled i svůj život. Nakoupí v Módních závodech nejnovější modely a v salónu krásy dovrší její přeměnu v dámu. Když jí pak Václav vyčítá, že všechny úspory jsou pryč, umlčí ho Marie výčtem domácích prací, které až dosud dělala, a za které by jinak musel zaplatit.
Václav se pak opije na podnikovém večírku a Marie ho odveze k jeho milence Kateřině. Tam se setká s Kateřininým manželem, boxerem Béďou, který se do Marie rázem zamiluje. Václav i Kateřina začnou žárlit a oba chtějí bývalé partnery získat zpět. Václav se rozhodne o Marii bojovat a dokonce se s Béďou utká v boxerském ringu; Béďa ho ale srazí k zemi. A tu zasáhne Marie, postaví Václava na nohy a zvedne mu ruku jako vítězi. Publikum jásá, ozvou se klaksony – a Marie se probere: v neforemném tramvajáckém plášti stojí na Malostranském náměstí a na její tramvaj troubí auta, která nemohou projet.

## Zajímavosti
Ve filmu kromě herců ve vedlejších rolích účinkovaly i další známé osobnosti včetně režiséra Ladislava Rychmana (např. dirigent Milivoj Uzelac nebo sportovní komentátoři Luboš Pecháček a Jaroslav Suchánek). 
Jiřina Bohdalová své hudební party nazpívala sama, pouze části s vysokými doplnila operní pěvkyně s podobně zabarveným hlasem. A po 50 letech si známou scénu na Malostranském náměstí s dobovou tramvají zopakovala.
František Peterka údajně neměl řidičský průkaz a neuměl řídit, ale v jedné scéně měl dojet s Jiřinou Bohdalovou ke srázu a těsně před ním zastavit. Poslali ho tedy do autoškoly, aby se uměl aspoň rozjet a po pár metrech zastavit.
Adaptace filmové muzikálové předlohy se dočkala i divadelního zpracování v režii Lumíra Olšovského (Divadlo A. Dvořáka Příbram, 2018).